# Copiapoa
Genre
Copiapoa est un genre de plantes à fleurs de la famille des Cactaceae composé d'environ 26 espèces originaires des déserts côtiers du nord du Chili. Elle porte le nom de Copiapo, une ville de cette région.

## Taxonomie

### Liste d'espèces
- Copiapoa cinerea  Britton & Rose
- Copiapoa cinerea ssp. columna alba  Ritt.
- Copiapoa dealbata  Ritt.
- Copiapoa gigantea
- Copiapoa krainziana  Ritt.
- Copiapoa lebckei
- Copiapoa coquimbana
- Copiapoa fiedleriana
- Copiapoa humilis
- Copiapoa pepiniana
- Copiapoa streptocaulon
- Copiapoa haseltoniana

Espèces naines (2 cm de haut) poussant semi-enterrées dans la nature :
- Copiapoa humilis  Phil.
- Copiapoa hypogaea
- Copiapoa longispina
- Copiapoa tenuissima

### Synonymes
- Pilocopiapoa F.Ritter

## Description
Source :
Les plantes sont de forme sphérique ou légèrement colonnaire (jusqu'à 1,3 m) avec des couleurs allant du marron au vert bleuâtre.
Certaines espèces (C. cinerea, C. columna-alba, C. dealbata…) sont recouvertes de cire crayeuse reflétant le soleil et limitant l'évaporation. Elles sont adaptées à une forte sécheresse.
En vieillissant, elles deviennent buissonnantes.

## Mode de culture
La culture des Copiapoa est délicate, à l'exception des espèces naines qui craignent surtout une trop forte exposition au soleil.
Les espèces les plus fragiles gagnent à être greffées sur Echinopsis, Trichocereus, Eriocereus.